# كيرستين ماكاي
كيرستين ماكاي (بالإنجليزية : Kirsteen Mackay ) هي مهندسة معمارية بريطانية أسترالية، وهي أيضا مهندسة حكومة في جنوب أستراليا.
هي مهندسة معمارية مسجلة في المملكة المتحدة وجنوب أستراليا.
درست ماكاي الهندسة المعمارية في كلية غلاسكو للفنون وأكملت دراستها العليا في التصميم في الكلية الملكية للفنون في لندن. ولديها 15 عامًا من الخبرة في مجال الممارسة الخاصة، علي يد المعماري مارك بارفيلد، وكانت رئيسة سابقة لمراجعة التصميم في هيئة الهندسة المعمارية والبيئة العمرانية (CABE) في المملكة المتحدة لمدة أربع سنوات. كما كانت ماكاي مديرة لشركة الهندسة المعمارية الخاصة بها سبرنجت ماكاي للهندسة المعمارية.
كانت مهندسة معمارية حكومية في مكتب التصميم والهندسة المعمارية (ODASA). وفي نوفمبر 2014 ، تم تعيينها في منصب القائم بأعمال مهندس الحكومة ومدير التمثيل والعمارة والبيئة المبنية.
في يوليو 2015 تم تعيين ماكاي المهندسة المعمارية لحكومة جنوب أستراليا. في هذا المنصب، تتولى قيادة مديرية الهندسة المعمارية والبيئة المبنية في إدارة تخطيط النقل والبنية التحتية، إلى جانب برنامج SA لمراجعة التصميمات.